# 15. Feld-Division
15. Feld-Division foi uma divisão de campo da Luftwaffe que prestou serviço durante a Segunda Guerra Mundial, combatendo com a Heer. Formada em Outubro de 1942, absorveu em Março de 1943 o que ainda existia da 7. Feld-Division e da 8. Feld-Division.

## Comandantes
- Alfred Mahnke, Outubro de 1942 - Dezembro de 1942[2]
- Heinrich Conrady, Dezembro de 1942 - Janeiro de 1943[2]
- Eberhard Dewald, Janeiro de 1943 - Fevereiro de 1943[2]
- Willibald Spang, 14 de Fevereiro de 1943 - 1 de Novembro de 1943[2]